# Juliusz Mieroszewski

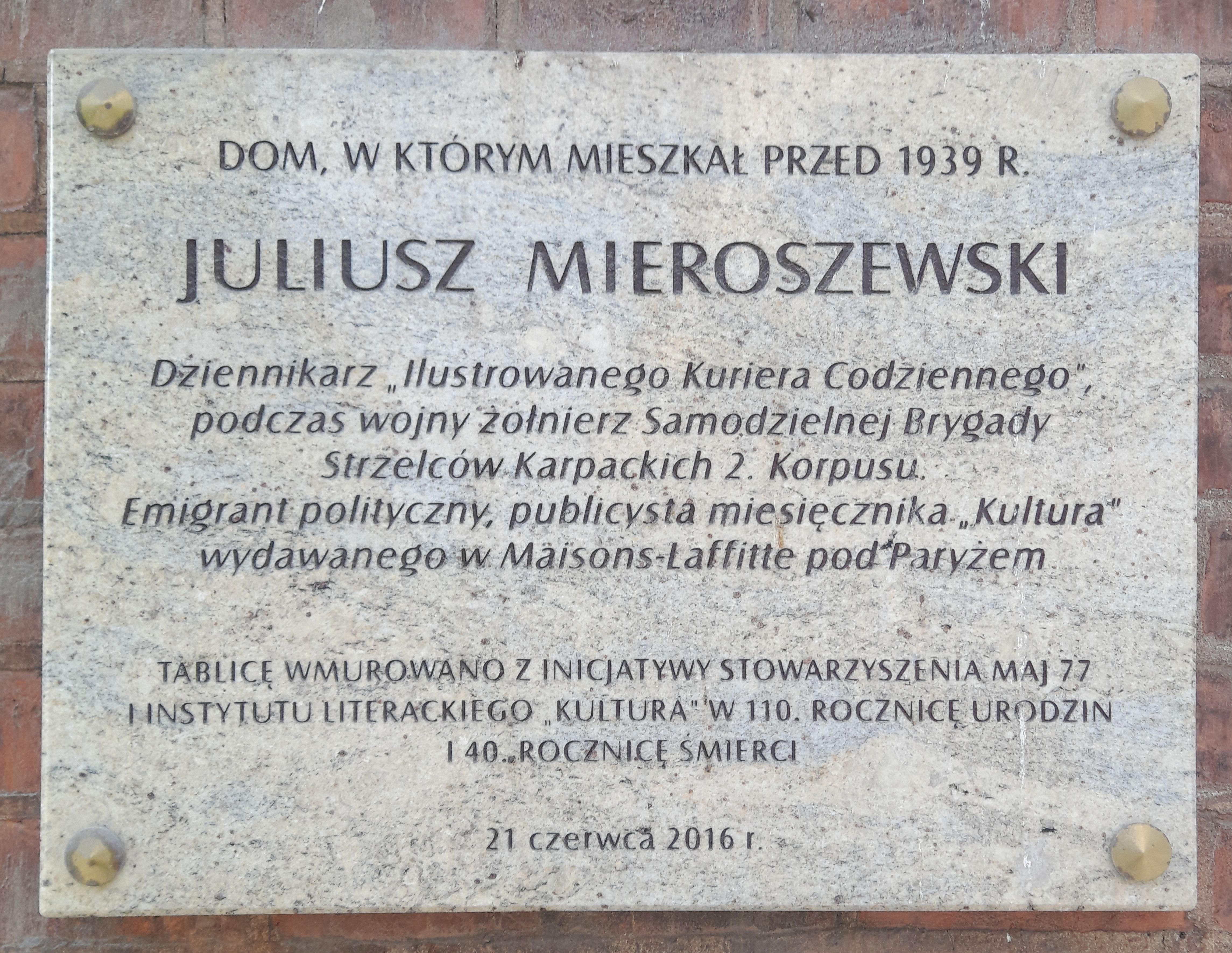
Tablica pamiątkowa na budynku przy ulicy Krupniczej w Krakowie

Juliusz Mieroszewski (ps. „J. Calveley”, „Londyńczyk”; ur. 3 lutego 1906 w Krakowie, zm. 21 czerwca 1976 w Londynie) – polski dziennikarz, publicysta, pisarz polityczny.

## Życiorys
W latach międzywojennych współredagował w Krakowie „Ilustrowany Kurier Codzienny”. Specjalizował się w problematyce polityki niemieckiej.
Po ataku III Rzeszy na Polskę nie został zmobilizowany, ze względu na kategorię zdrowia D. Po agresji ZSRR na Polskę 17 września 1939 wraz z żoną Ewą z d. Morawską i córką Moniką, przekroczył granicę polsko-rumuńską w Kutach. Od grudnia 1939 pracował w Referacie Kulturalno-Oświatowym Ataszatu Wojskowego przy Ambasadzie RP w Bukareszcie. Po likwidacji ambasady w listopadzie 1940 i ewakuacji jej personelu z Rumunii przedostał się w 1941 przez Stambuł i Cypr na Bliski Wschód. Powołany do Wojska Polskiego, w Hajfie 18 kwietnia 1941 wstąpił w szeregi Samodzielnej Brygady Strzelców Karpackich. Od lutego 1942 służył w Sekcji Oświaty i Kultury Armii Polskiej na Wschodzie, redagując tygodnik „Ku wolnej Polsce”. Wówczas rozpoczęła się jego długoletnia znajomość z Jerzym Giedroyciem. W październiku 1942 przydzielony do redakcji tygodnika „Orzeł Biały”. Od lutego 1943 służył w Wydziale Informacji i Oświaty Armii Polskiej na Wschodzie, następnie w Oddziale Kultury i Prasy 2. Korpusu. W latach 1943–1946 redaktor dwutygodnika „Parada”.
Po wojnie pozostał na emigracji w Wielkiej Brytanii. Ożenił się ponownie (z Jadwigą Czechowiczówną). Był publicystą politycznym „Wiadomości”. W latach 1950–1972 w paryskiej „Kulturze” redagował stałą Kronikę angielską (jako Londyńczyk). Publikował artykuły dotyczące koncepcji współczesnej polityki światowej – zwłaszcza dotyczące walki z ekspansją komunizmu. Rozważał wielokrotnie szanse porozumienia krajów Europy Wschodniej wobec zagrożenia sowieckiego, możliwość ewolucyjnej przemiany ustrojowej w Polsce i odzyskania niepodległości. Był zwolennikiem pojednania i porozumienia Polski z narodami „ULB” (Ukraina, Litwa, Białoruś) w oparciu o uznanie nieodwracalności zmian terytorialnych, które nastąpiły w wyniku II wojny światowej. Pogodzenie się Polaków z utratą Wilna i Lwowa uważał za fundament pojednania ze wschodnimi sąsiadami Polski i w konsekwencji współpracy dla odzyskania niepodległości przez narody Europy Środkowo-Wschodniej, podporządkowane ZSRR. Było to w latach pięćdziesiątych i sześćdziesiątych XX w. stanowisko prekursorskie na tle ówczesnej powszechnej opinii środowisk politycznych polskiej emigracji niepodległościowej w Wielkiej Brytanii i Stanach Zjednoczonych.
Jeśli chodzi o stosunek do ZSRR, początkowo był zwolennikiem walki przeciwko niemu „na wszystkich dostępnych nam polach i w każdej dostępnej nam formie”, jednakże w latach późniejszych uznał stosowanie metod siłowych za bezcelowe, nieskuteczne. Dawał wyraz przekonaniu, iż zmiany zachodzące w imperium sowieckim w konsekwencji muszą doprowadzić do jego rozpadu. Zauważał jednak, że problem rosyjski w dalszym ciągu będzie dla Polski aktualny i wymagający rozwiązania. Proponował „demokratyzację” ZSRR, swoisty „eksport europejskości”, co miałoby neutralizować zgubne skutki mechanizmów komunizmu, zarówno wewnątrz imperium, jak i w państwach satelickich. Tego zadania miała się podjąć Polska jako państwo najbardziej zbliżone do Zachodu – zarówno pod względem geograficznym, jak i kulturowym.
W 1974 na łamach „Kultury” sformułował, wraz z Jerzym Giedroyciem, fundamentalną dla polskiej myśli politycznej koncepcję, iż suwerenność Ukrainy, Litwy i Białorusi (ULB) jest czynnikiem sprzyjającym niepodległości Rzeczypospolitej, natomiast zdominowanie tych krajów przez Rosję otwiera drogę do zniewolenia także Polski.
Z redaktorem Jerzym Giedroyciem wymienił ponad 3000 listów. Był również tłumaczem języka angielskiego (tłumaczył m.in. dzieła George’a Orwella (1984), Bertranda Russella i Arnolda Toynbee’go).
Pochowany został na South Ealing Cemetery (pole HH).

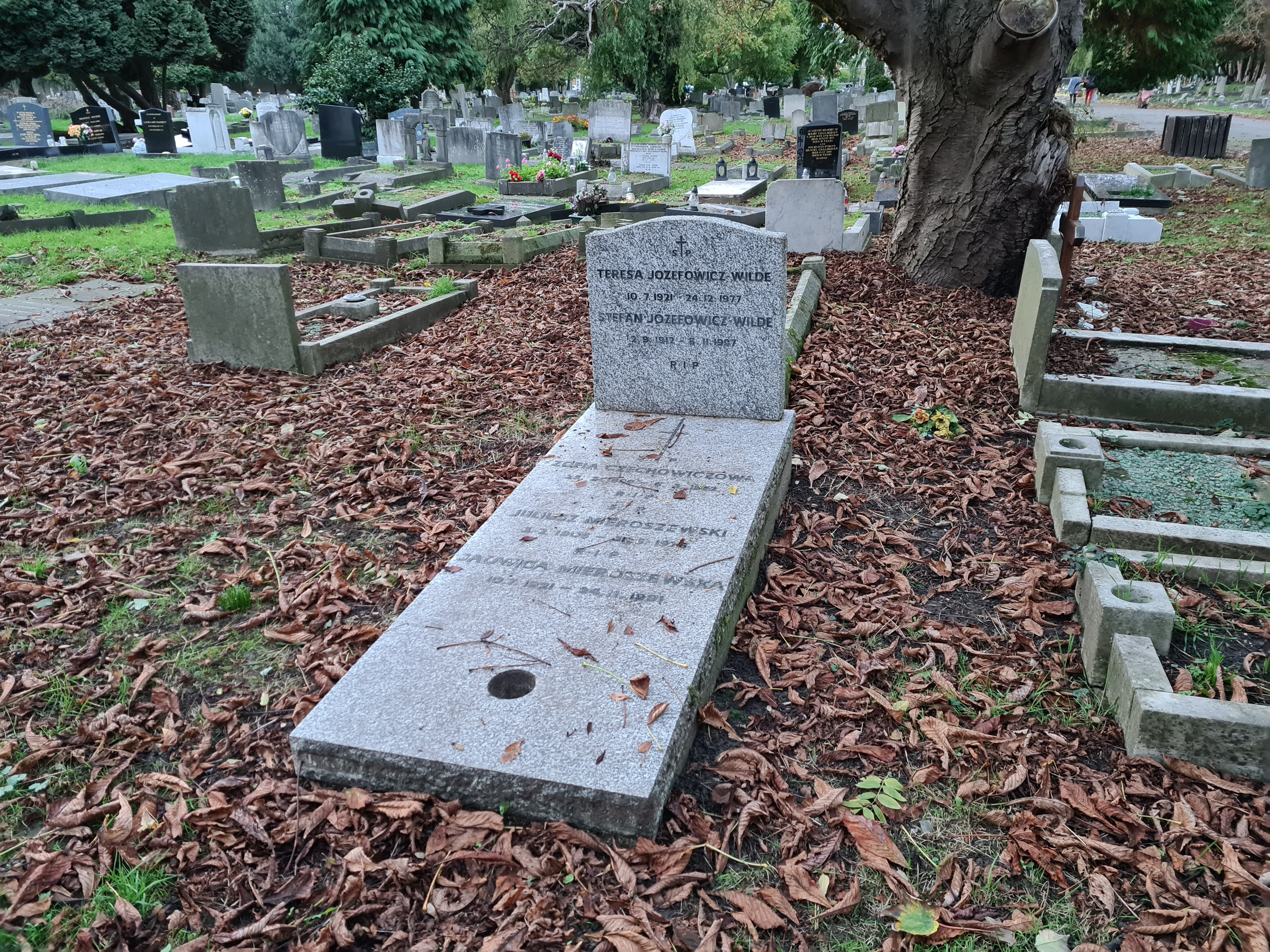
Grób Juliusza Mieroszewskiego i Jadwigi z Czechowiczów

„Kultura” jako pismo polityczne w dużej mierze istniało dzięki niemu.

Polscy politycy nie doceniają słowa jako instrumentu oddziaływania politycznego. Domorośli „realiści” pouczają nas ustawicznie, że w polityce liczą się tylko fakty. Zapominają natomiast, że w polityce początkiem, z którego kiełkuje i wyrasta fakt, jest zawsze słowo.

## Twórczość
- Ewolucjonizm Paryż 1964, wyd. Instytut Literacki
- Polityczne neurozy Paryż 1967, wyd.Instytut Literacki
- Modele i praktyka Paryż 1970, wyd. Instytut Literacki
- Materiały do refleksji i zadumy Paryż 1976, wyd. Instytut Literacki. II obieg – Krakowskie Towarzystwo Wydawnicze 1984
- Finał klasycznej Europy (wybrał, oprac. i wstępem opatrzył Rafał Habielski); Warszawa 1997: Wyd. Towarzystwo Opieki nad Archiwum Instytutu Literackiego w Paryżu ; Lublin 1997: Wydawnictwo Uniwersytetu Marii Curie-Skłodowskiej, ISBN 83-227-1007-0 (UMCS)
- Jerzy Giedroyc, Juliusz Mieroszewski Listy 1949-1956. Cz. 1 – 2; wybrał i wstępem poprzedził Krzysztof Pomian; przypisami i indeksami opatrzyli Jacek Krawczyk i Krzysztof Pomian ; szkicem o Mieroszewskich i Mieroszewskim uzup. Piotr Wandycz. Warszawa 1999: Wyd. „Czytelnik”, ISBN 83-07-02474-9.